# HMS Näcken (1978)
Pour les articles homonymes, voir HMS Näcken (homonymie).
Le HMS Näcken est le navire de tête de sa classe de sous-marins de la Marine royale suédoise. Il a été lancé au chantier naval Kockums à Malmö, en Suède, le 17 avril 1978, achevé et mis en service dans la marine suédoise en avril 1980. De 2001 à 2005, le sous-marin a été loué à la Marine royale danoise et exploité sous le nom de HDMS Kronborg (S325). Il a retrouvé son nom d’origine de Näcken lors de son retour sous contrôle suédois. Il a été ferraillé à Karlskrona en 2015-2016.

## Historique

### Carénage
En novembre 1987, le Näcken a commencé un important carénage chez Kockums. Cela impliquait l’installation de deux moteurs diesel Tilsa Stirling en circuit fermé. Ce nouveau diesel, le Stirling V4-275R, assure une propulsion indépendante de l'air qui permet au sous-marin de fonctionner en continu sous l’eau. Cependant, afin d’intégrer le nouveau moteur, le navire a été rallongé de 8 mètres. Le carénage a duré jusqu’au 6 septembre 1988. L’autonomie du navire après le carénage est passée à 14 jours. Le Näcken est devenu le banc d’essai de la technologie qui a été utilisée dans la classe Gotland ultérieure.
Le navire a subi d’autres modifications entre 1993 et 1996. Cela comprenait des systèmes de contrôle des armes améliorés, un chargement automatisé des tubes lance-torpilles et un nouveau sonar.

### Transfert au Danemark
Le Näcken a été transféré au Danemark en 2001 dans le cadre d’un accord pour la conception et la construction du projet de classe Viking (en). Le bateau a été loué par le Danemark avec une option d’achat en 2005. Avant le transfert, le Danemark avait mis à niveau les systèmes de communication à bord. Le sous-marin a été remis en service le 17 août 2001 à Aalborg sous le nom de Kronborg,. Le Danemark avait acquis le Kronborg en partie pour maintenir un service sous-marin et en partie pour former des équipages à la propulsion indépendante de l’air en préparation de la classe Viking. Cependant, en juin 2004, le parlement danois a voté la fin du service des sous-marins. Le 27 octobre 2004, le Kronborg a été désarmé à Karlskrona et est retourné en Suède.